# ارگ لاهور
ارگ لاهور (اردو: شاہی قلعہ‎، آوانگاری: شاهی قلعه) نام ارگی است در لاهور، پاکستان. این ارگ احتمالاً در سال ۱۰۲۵ میلادی ساخته شده و در طول تاریخ بارها ویران و پس از چندی بازسازی یا دوباره‌سازی شده است. ارگ کنونی به دستور اکبرشاه، سومین پادشاه از دودمان گورکانیان یا امپراتوری مغولی هند در سال ۱۵۶۶ میلادی بازسازی شد. از ۱۹۸۱، ارگ لاهور به‌همراه باغ شالیمار، میراث جهانی یونسکو است.
قسمت‌های مشهور ارگ لاهور عبارتند از دیوان خاص، موتی مسجد، شیش محل، تماشاگاه نولخه.

## تماشاگاه نولخه
بنای نولخه خوابگاه ملکه نورجهان بود. مهندسین انگلیسی در تعبیه گنبد هزاره لندن، از این ابتکار مهندسی ایرانی در ساختن نولخه، استفاده کرده‌اند. باستانی پاریزی در نوضیح این مکان نوشته است:
سقف آن را آئینه‌کاری کرده بودند -اما مهندس چه هنری به کار برده واقعاً قابل بیان نیست. سه چهار لامپ برقی رنگین را مأمور مربوطه در دست خود گرفته روشن میکرد و می‌چرخاند- نور رنگین که به سقف می‌تافت، ستارگان رنگین رؤیایی را در حالی که گویی در آسمان می چرخند مجسم می‌نمود. با تغییر رنگ چراغ‌ها، کیفیت ستارگان و نورپاشی آنها تغییر می‌کرد. هـمـه هـنر در آئینه‌کاری رنگی سقف این خوابگاه است -گویا در شب‌هـای خـاص، شمع‌های کافوری را روشن می‌کرده‌اند، و در پرتو لرزش شعله شمع‌ها -که بوی آن مستی‌آور هم بود- تابش و گردش ستارگان در سقف این اطاق سحرآفرین، خواب به چشمان ملکه نورجهان می‌آورده است.

## نگارخانه

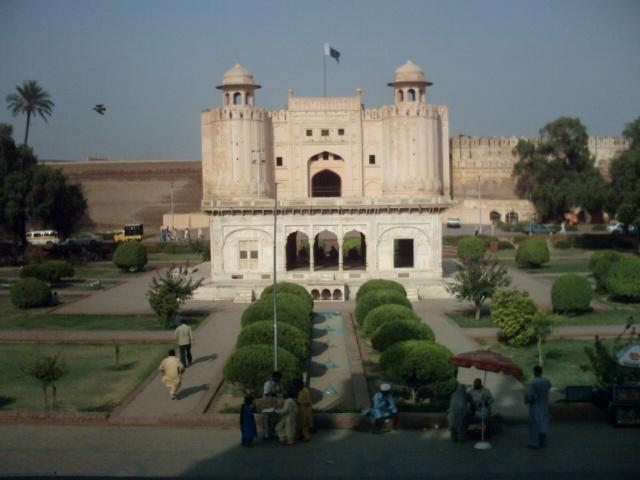
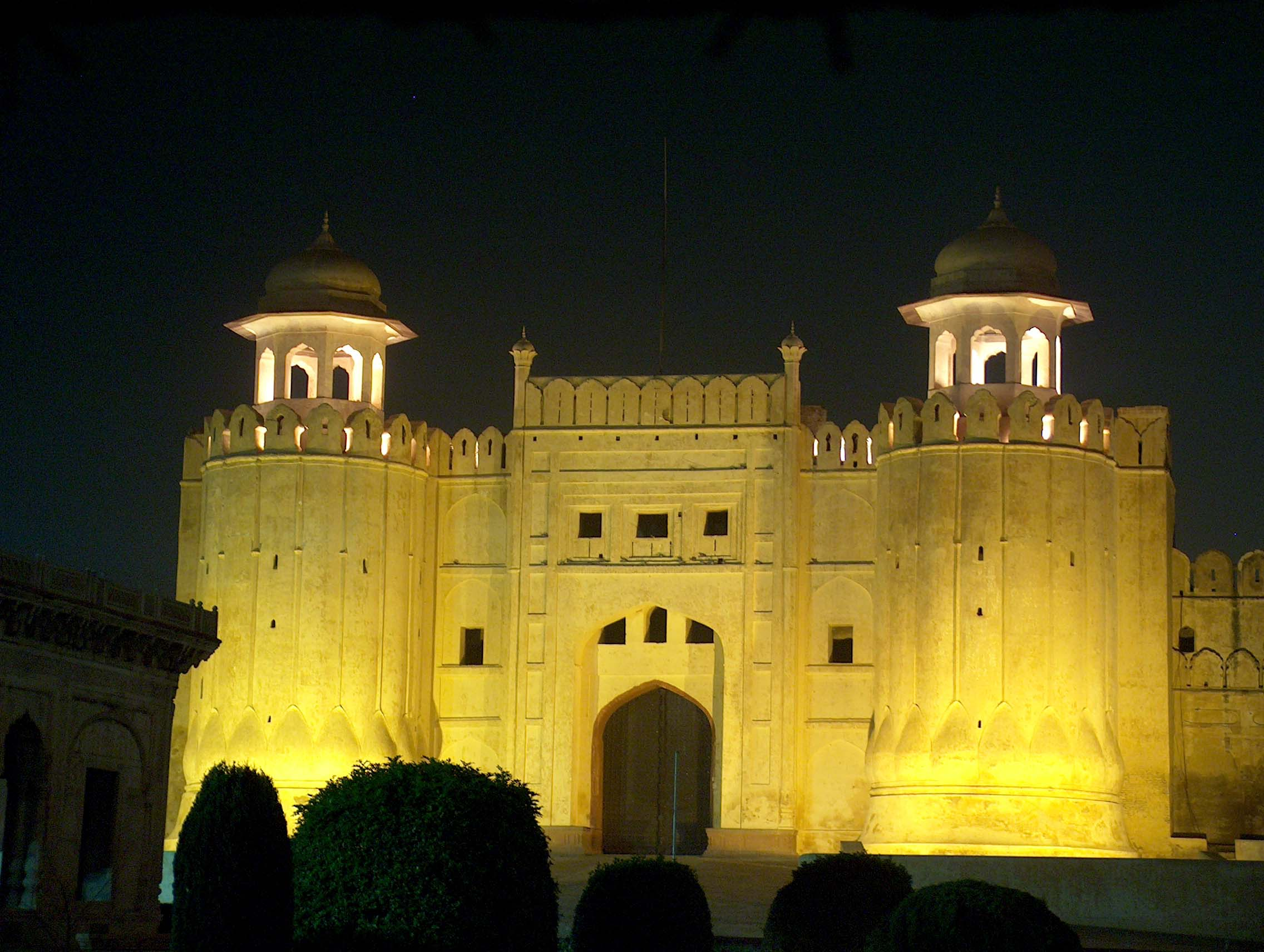
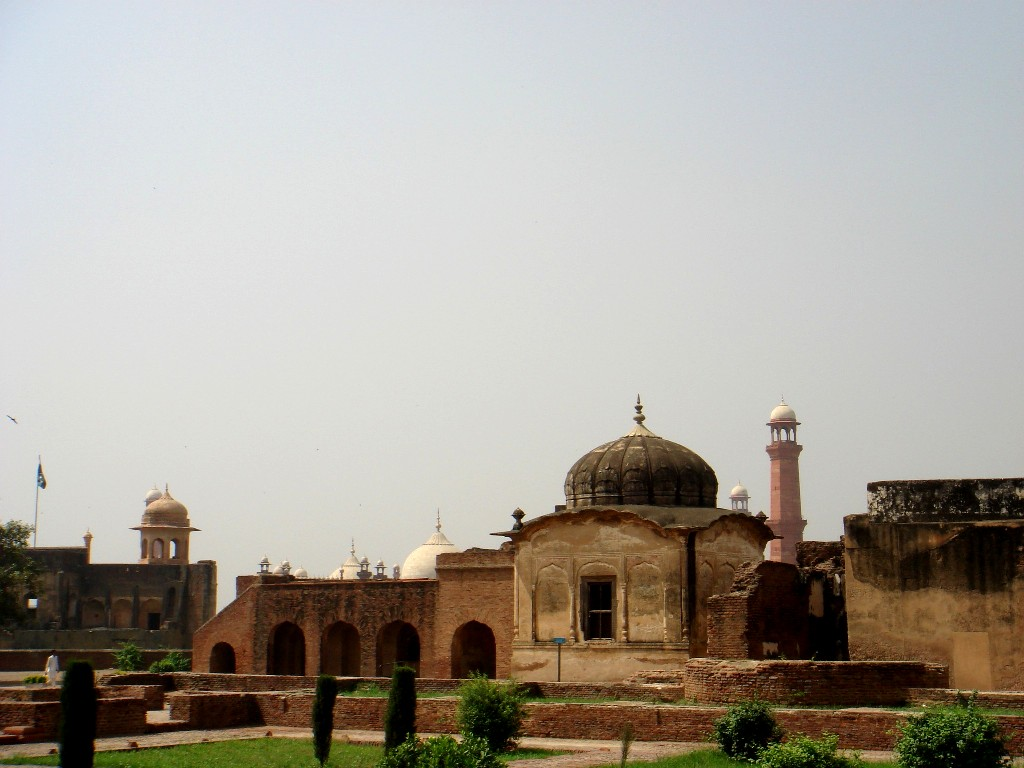
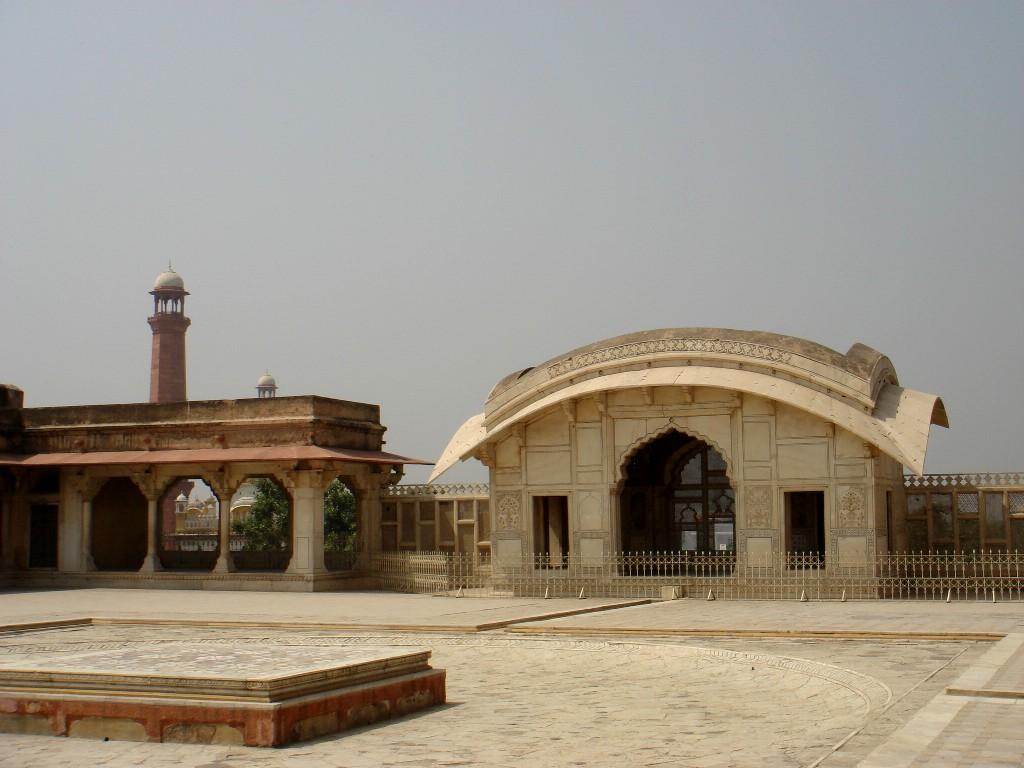
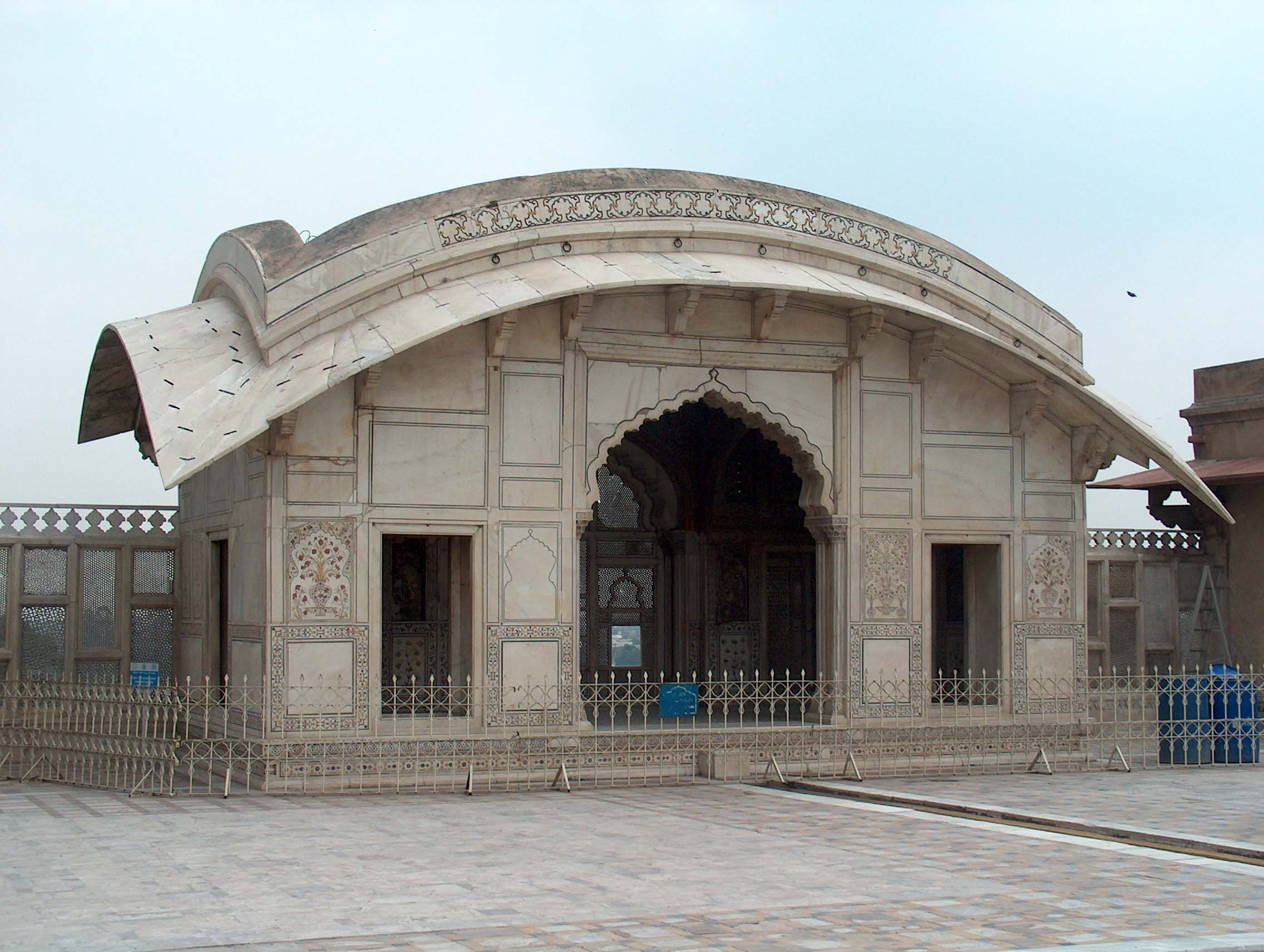
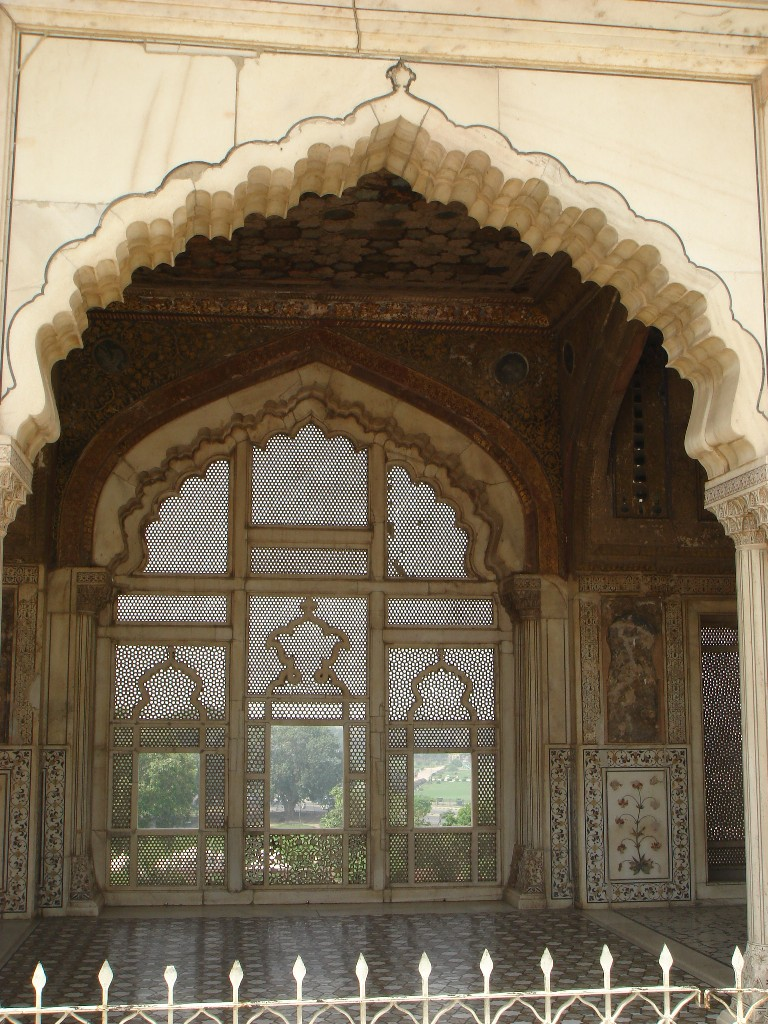
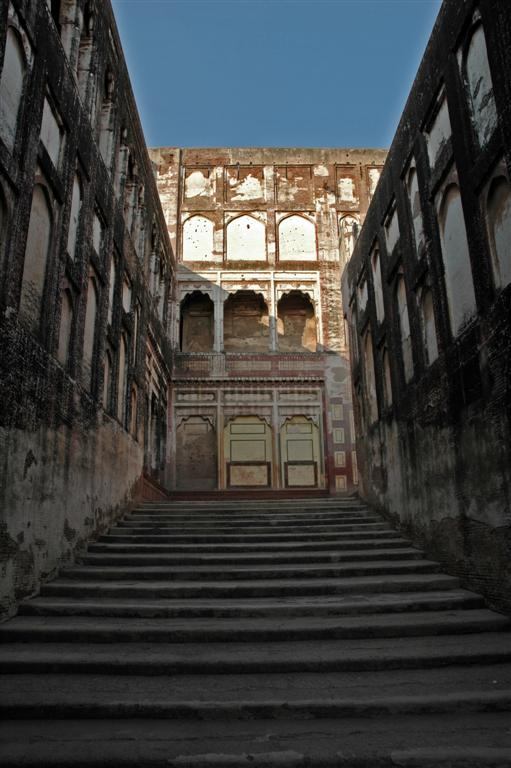
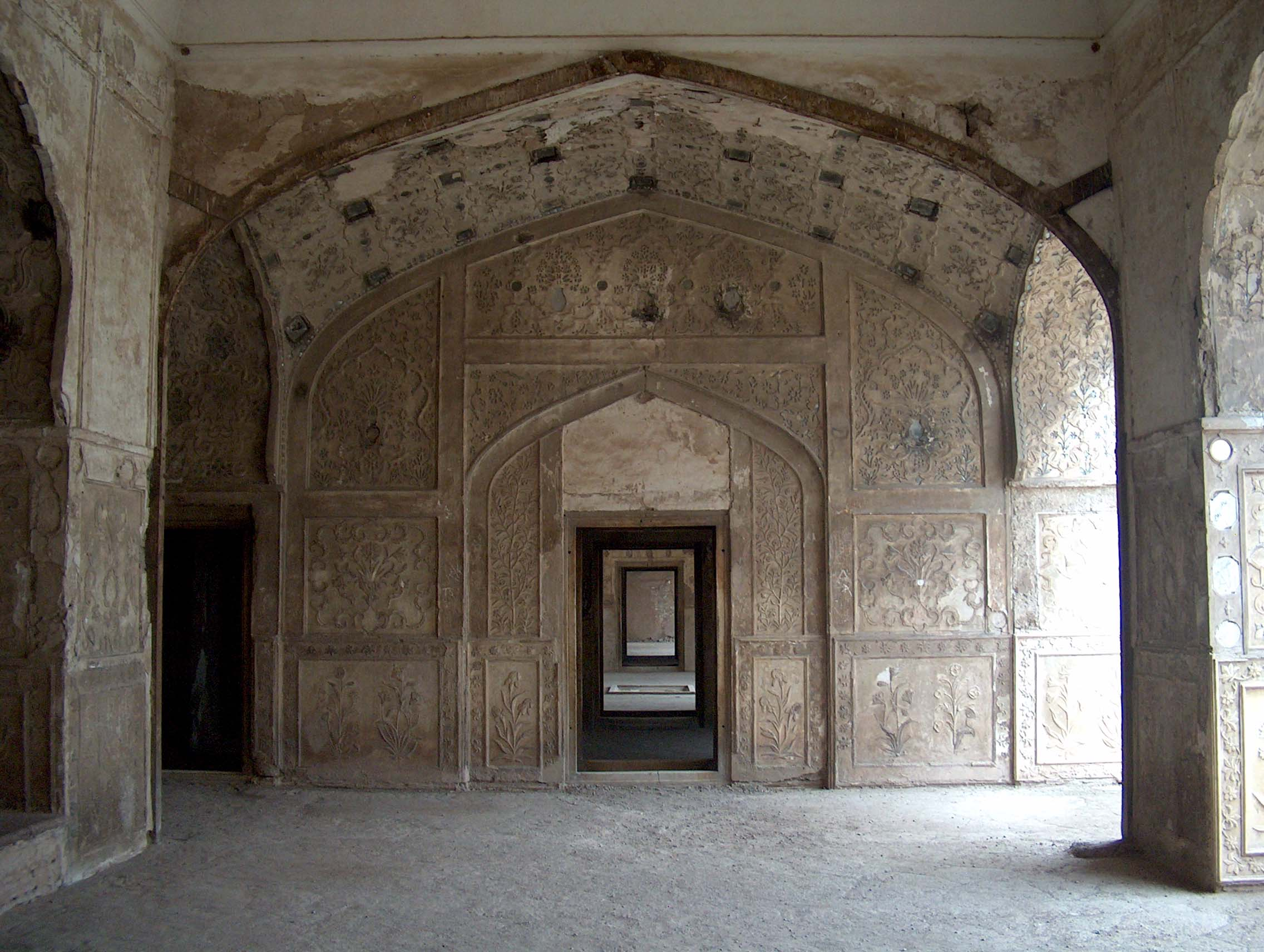
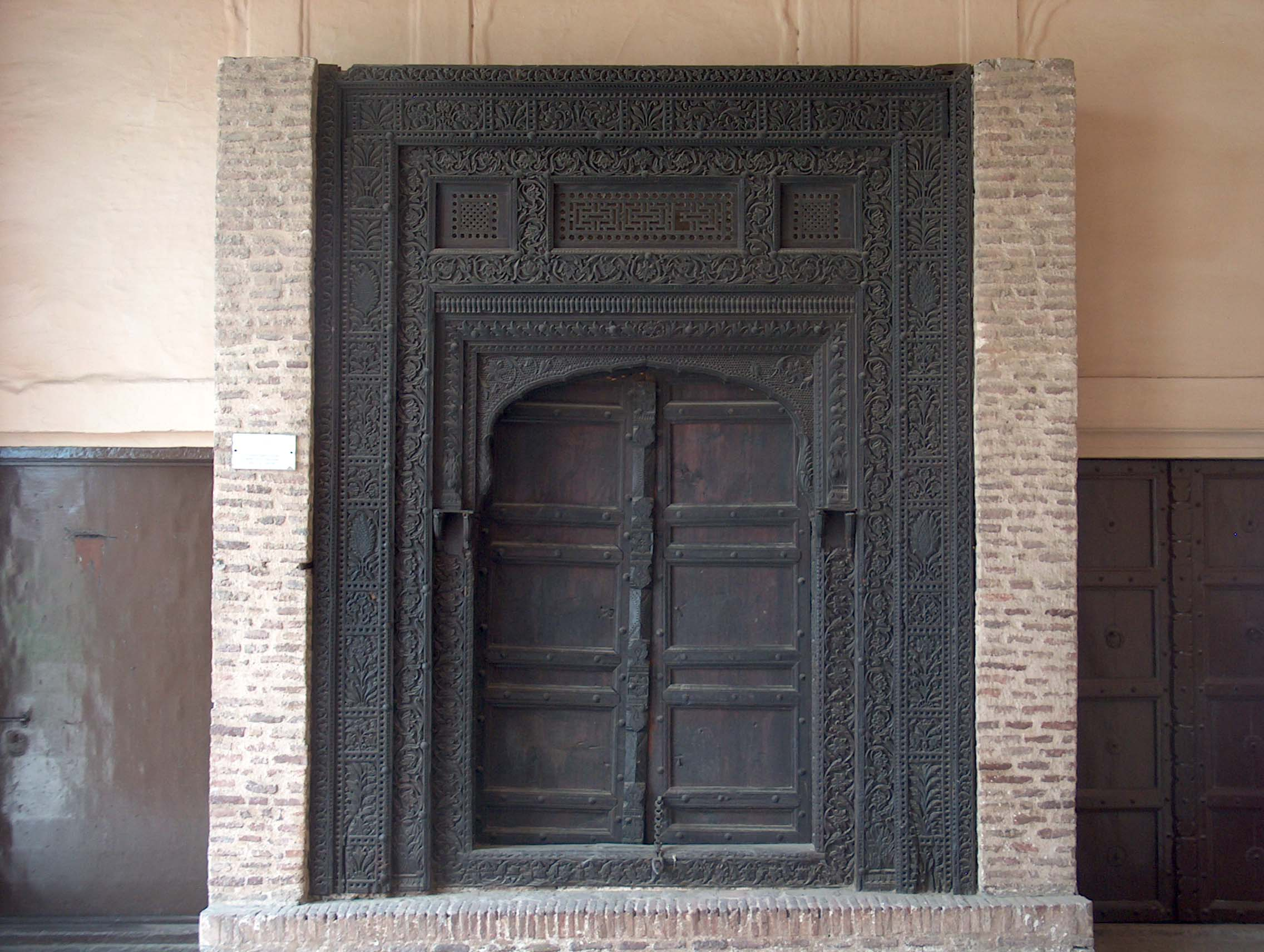
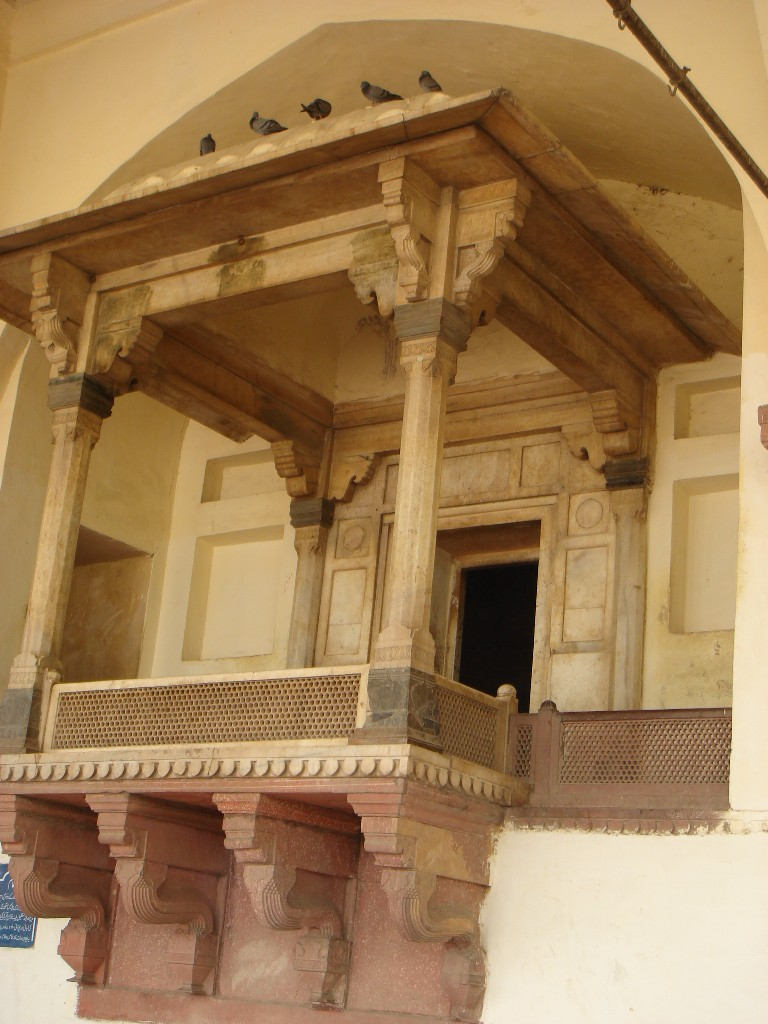
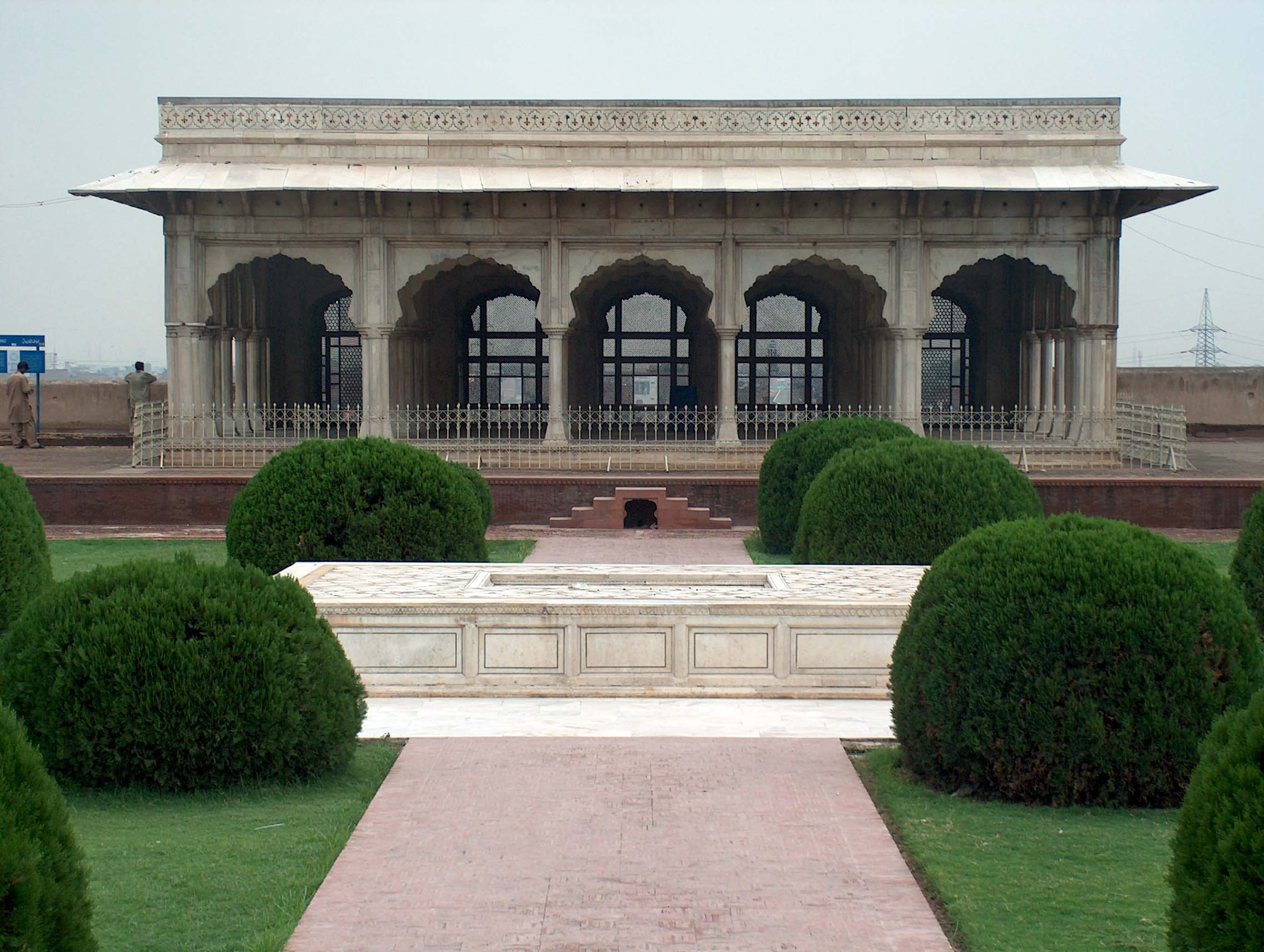
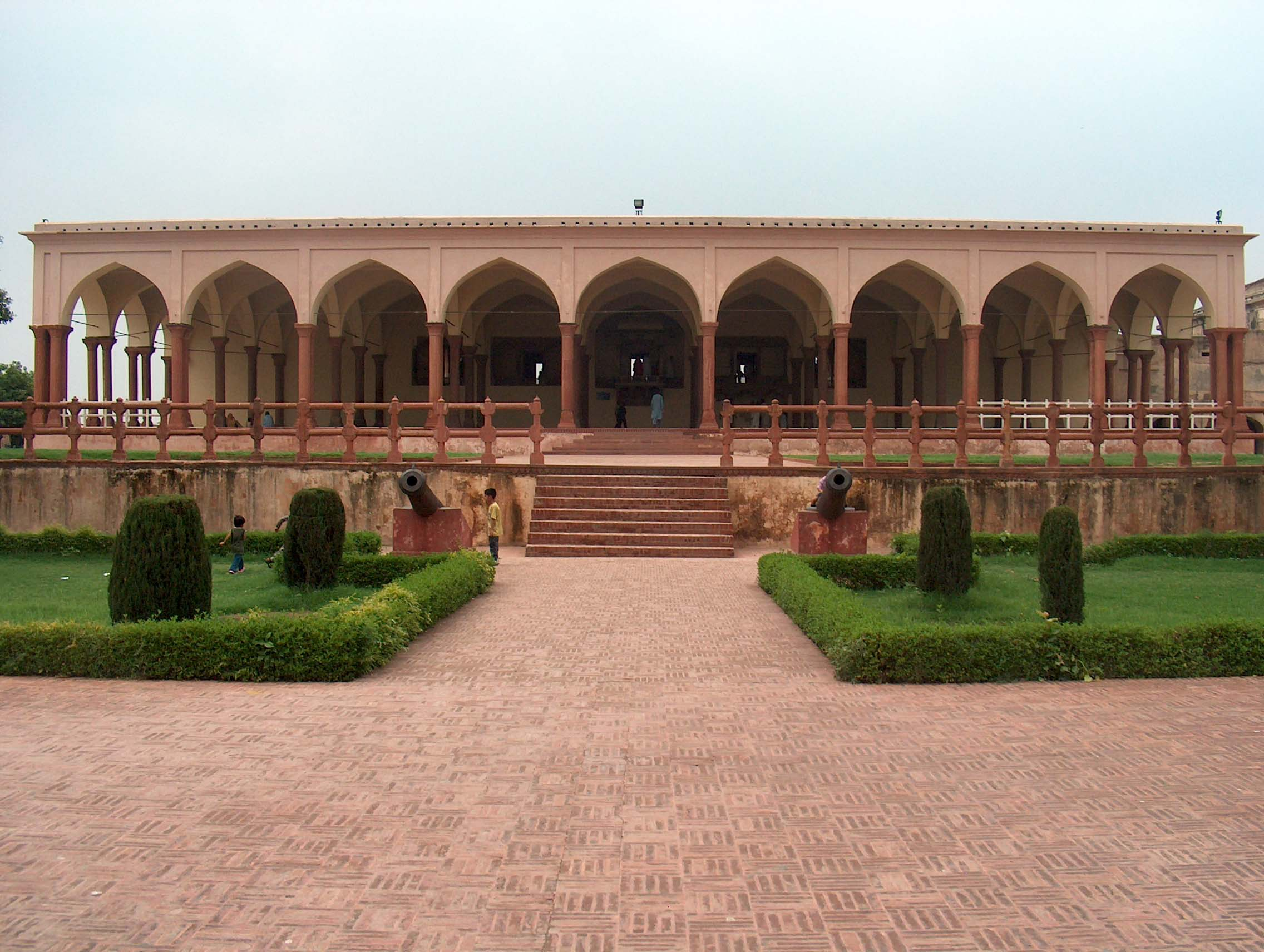
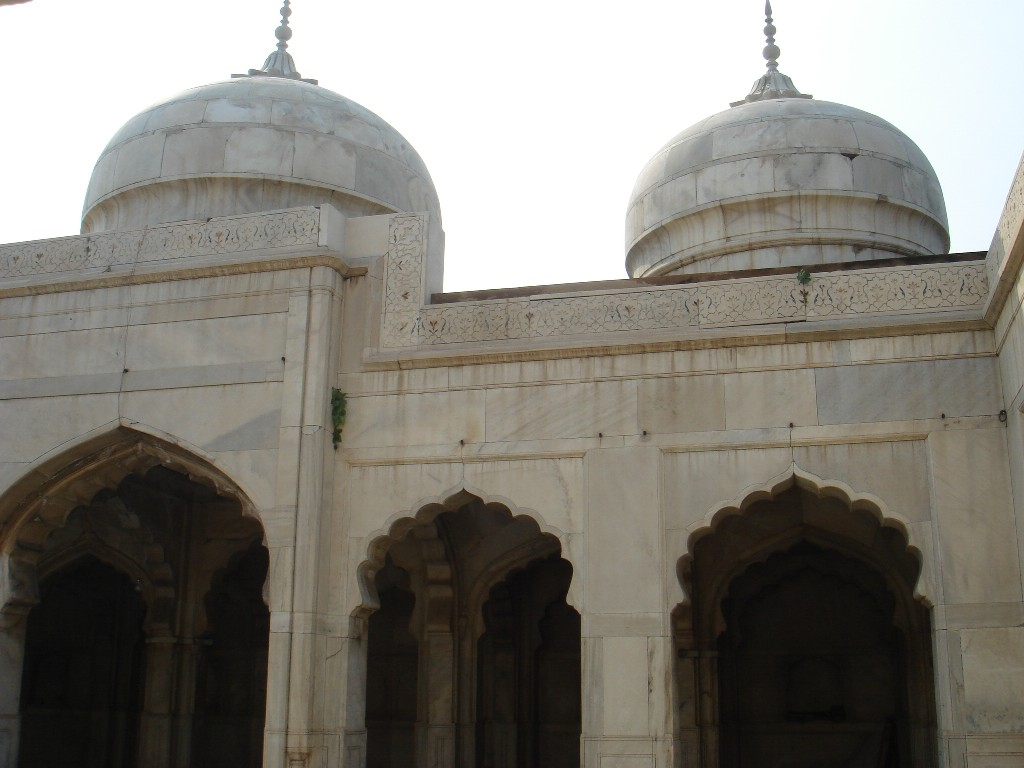
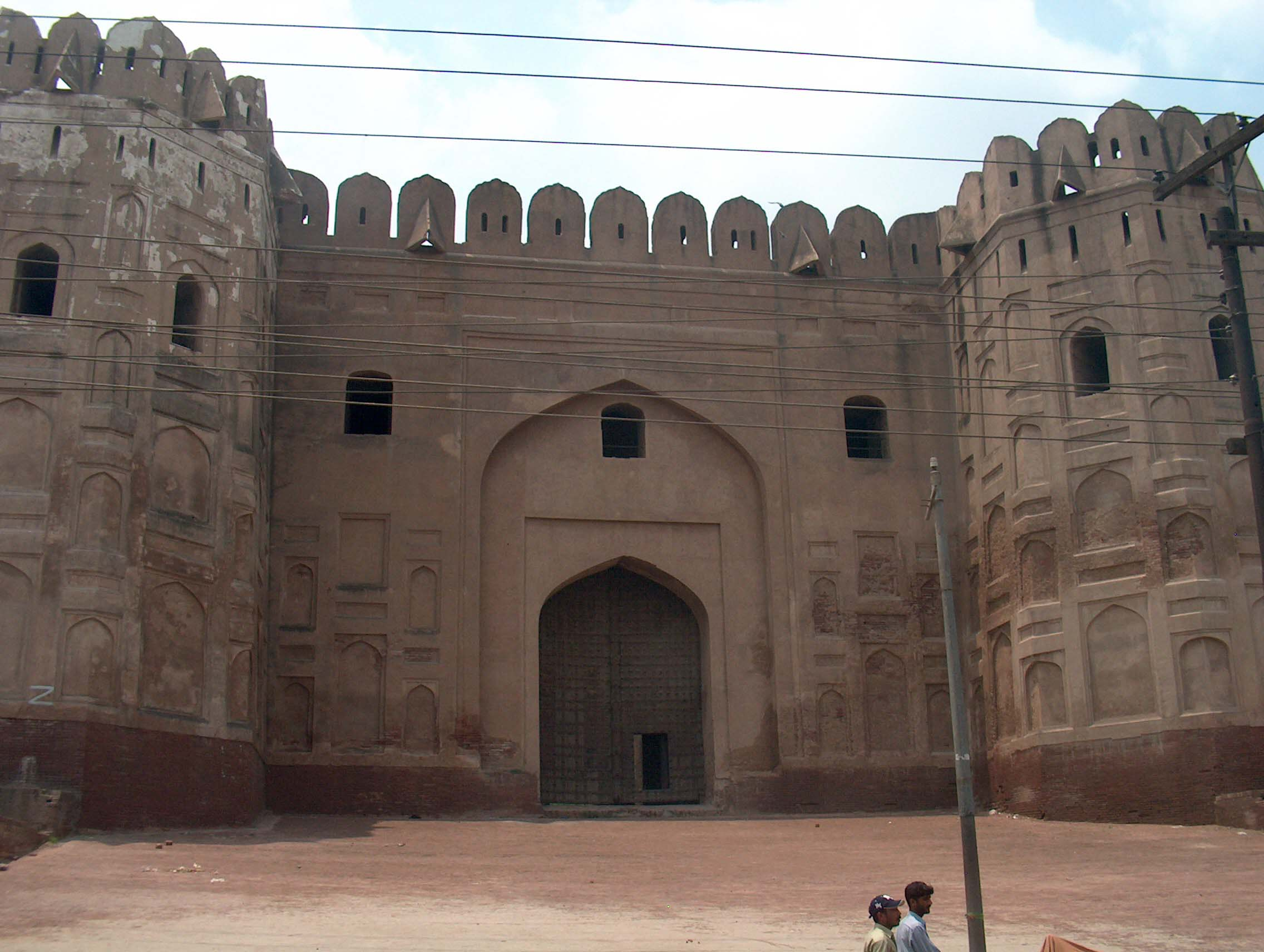
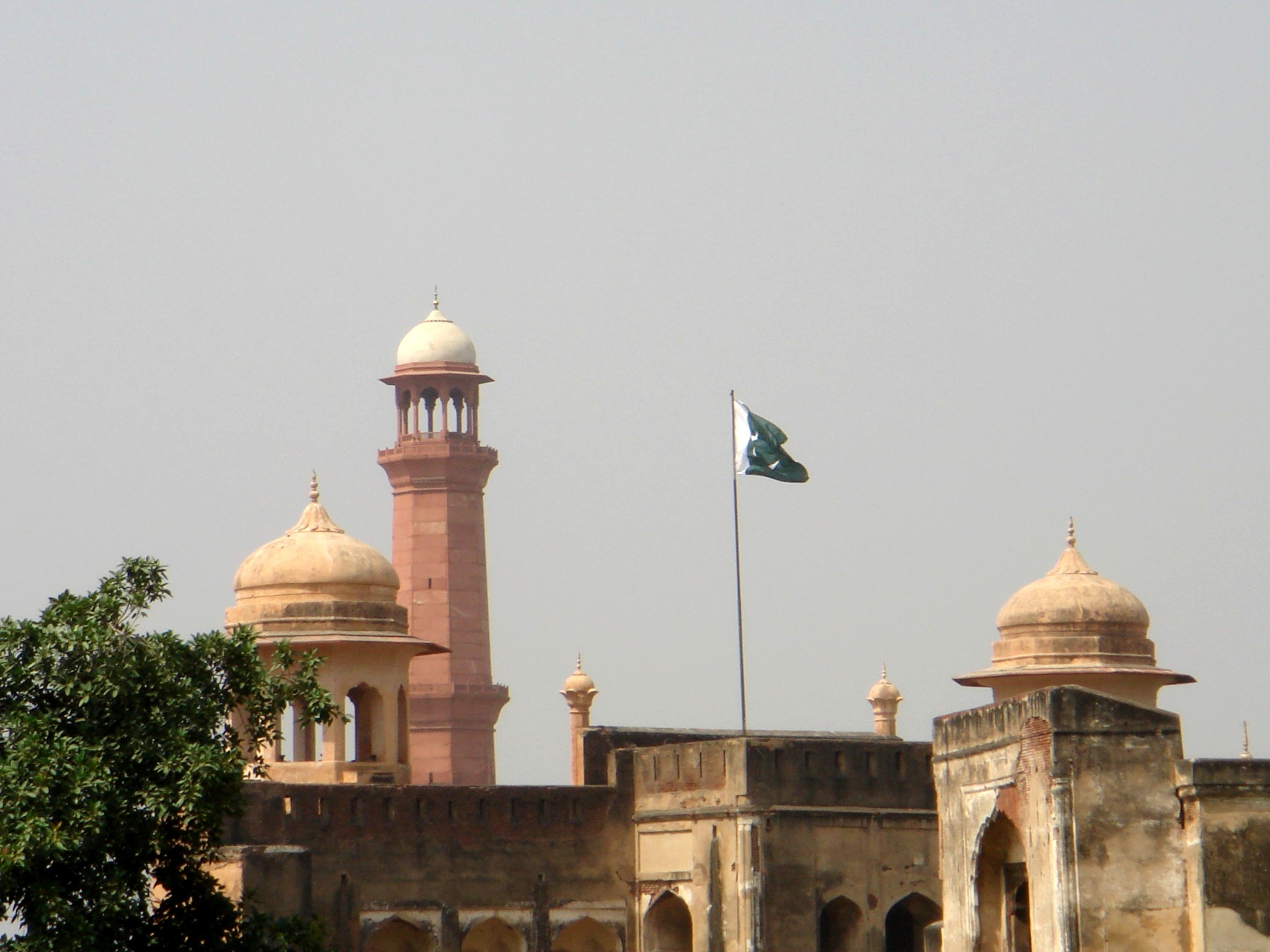
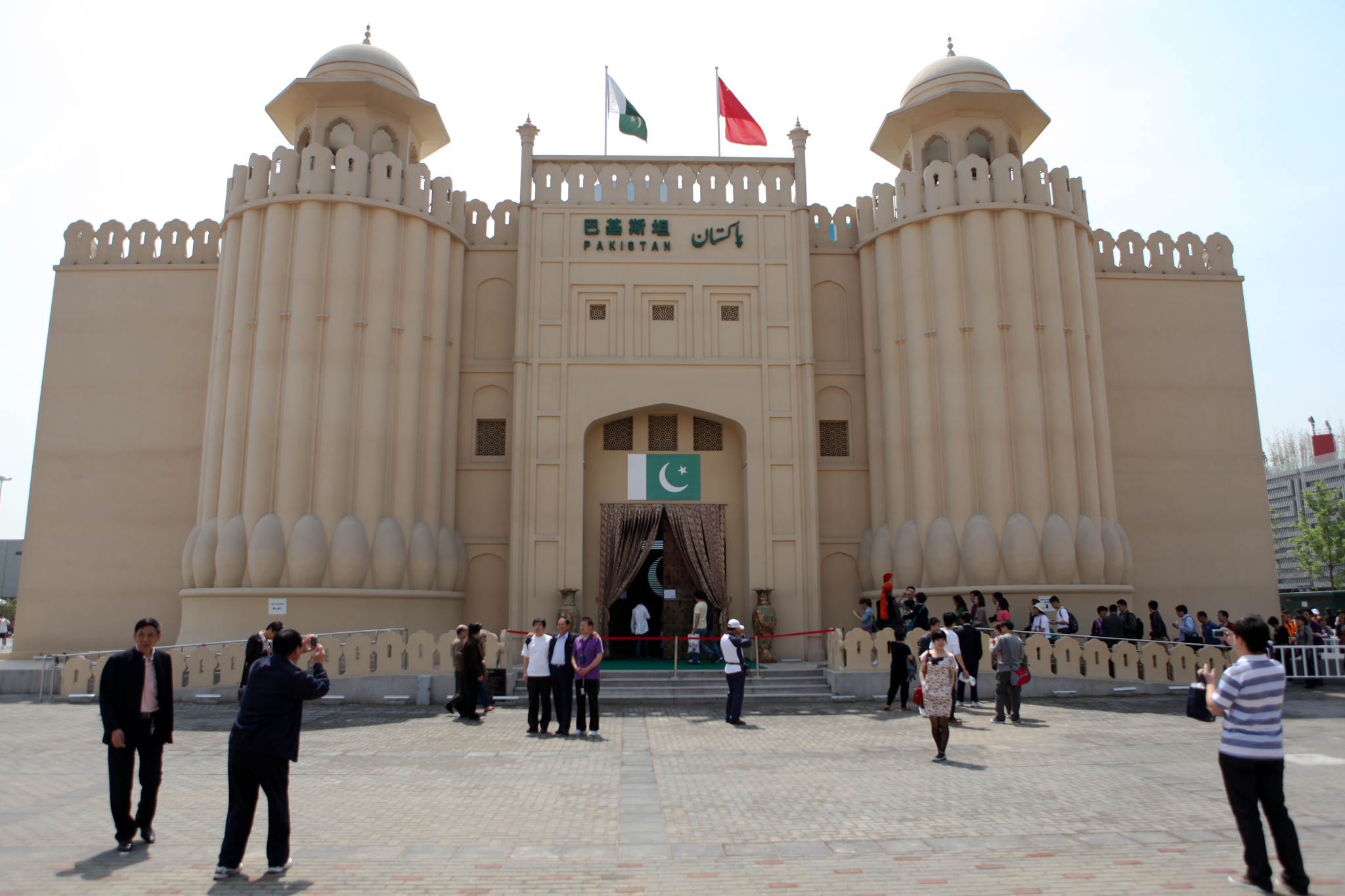